# System Gribeauvala
System Gribeauvala (fr.: Système Gribeauval) – system artyleryjski opracowany przez francuskiego generała porucznika Jean Baptiste Vaquette de Gribeauvala w XVIII wieku.
Pozwalał on na zastosowanie lżejszych dział bez konieczności zmniejszania zasięgu ich strzału. Po powrocie Gribeauvala do Francji, jego system stopniowo zastępował dotychczas używany system Vallière’a. Nowe uzbrojenie w znacznym stopniu przyczyniło się do zwycięstw francuskich wojsk podczas wojen o niepodległość kraju i wojen napoleońskich. Podstawowym założeniem systemu Gribeauvala było ulepszenie armat, haubic i moździerzy. Następnym wprowadzonym systemem był System roku XI, a kolejnym system Valée.

## Rozwój
W połowie XVIII wieku prężnie rozwijała się mobilna artyleria polowa. Inżynierowie balistyki i metalurdzy wprowadzili rozwiązania, które obniżyły masę armat, podczas gdy inni eksperci budowali lżejsze łoża dział. Kalibry dział armatnich zostały znormalizowane, rozwiązał się zatem problem wielu różnych rodzajów kalibrów. Gribeauval był doświadczonym oficerem bojowym i zdolnym teoretykiem artylerii. Wraz z pojawieniem się systemu Gribeauvala Francuzi cieszyli się najlepszą artylerią w Europie. Historyk René Chartrand nazwał go „prawdopodobnie najlepszym wówczas znanym systemem artyleryjskim w Europie”.
W latach 1713–1714 Jean Maritz, szwajcarski wynalazca wymyślił technologię precyzyjnego, poziomego wiercenia przewodów obracających się luf przy nieruchomym wiertle, umożliwiając równoczesną obróbkę wewnętrznych i zewnętrznych powierzchni odlewu, a tym samym idealnie centryczne położenie przewodu, przez co sensowne stało się przejście na armaty odlewane jako pełne i wiercone, o dużo wyższych parametrach materiałowych (z uwagi na eliminację zanieczyszczeń, większe ciśnienie odlewania) i konstrukcyjnych (brak skurczu na wewnętrznych powierzchniach, eliminacja przesuwającego się rdzenia).
Następnie balistyk Benjamin Robins jako pierwszy szczegółowo opisał swoje eksperymenty balistyczne i przedstawił ich wyniki w swoim traktacie pt. Nowe zasady w artylerii z 1742. Brąz – stop miedzi i cyny, w przeciwieństwie do żelaza był bardziej pożądany i preferowany do produkcji armat, ponieważ był lżejszy i bardziej wytrzymały. W tym czasie armaty odlewano jednak jeszcze w sposób klasyczny w całości z żeliwa, z rozwiercanym przewodem lufy wokół rdzenia, jednak rdzeń często poruszający się w formie tworzył niedoskonały otwór. Problem ten został rozwiązany w odlewni w Hadze w 1747 roku. Jean Maritz Junior kontynuował pracę swego ojca odlewając armaty jako pojedynczy, solidny blok, a następnie wiercił otwór lufy. Holendrzy próbowali zachować tę metodę produkcji w tajemnicy, lecz nowy proces wkrótce stał się szeroko znany w Europie. Odkrycie Maritza spowodowało, że można było wyprodukować działo o lepiej dopasowanym otworze i węższych parametrach. Skutkowało to mniejszą różnicą pomiędzy kalibrem lufy i pocisku, co oznaczało mniejszą ilość ulatniającego się gazu. Dzięki temu ładując mniej prochu, można było wystrzelić pocisk dużo dalej, zwiększając również dokładność strzału. Ówcześni eksperci balistyki stwierdzili wówczas, że jeśli możliwe jest użycie mniejszej ilości prochu, zachowując tę samą moc i zasięg pocisku, to w konsekwencji także lufy armatnie mogą być cieńsze, krótsze i lżejsze.
W 1744 roku z kolei Józef I Wacław Liechtenstein, rozpoczął serię reform, aby ulepszyć projekt austriackiej artylerii polowej i przeszkolić strzelców. Na początku wojny siedmioletniej Austriacy ulepszyli swoją artylerię o lżejsze działa i wprowadzili jedne z lepszych haubic. Były one tak skuteczne, że inni władcy zlecili produkcję podobnej broni. Gribeauval, który służył w austriackiej artylerii w latach 1756–1762, zapoznał się z nowo wyprodukowanymi działami polowymi. Po powrocie do Francji poproszono go o reorganizację artylerii.

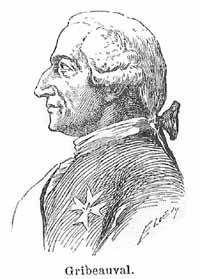
Jean-Baptiste de Gribeauval

W tym czasie Francja posiadała już zunifikowany asortyment artyleryjski w Europie. Wcześniej Florent-Jean de Valliere znormalizował działa od 4-funtowych do 24-funtowych, choć wszystkie były bardzo ciężkie. System Gribeauvala został wprowadzony królewskim dekretem z 15 października 1765 roku. Nowemu systemowi stanowczo opierali się zarówno syn Vallière’a, Joseph-Florent de Vallière, jak i inni oficerowie. Z powodu ich sprzeciwu system Gribeauvala został w pełni wdrożony dopiero w 1776 roku. 1-funtowe działo Rostaing i szwedzkie 4-funtowe działa piechoty zachowano jeszcze z poprzedniego systemu.
Reformy Gribeauvala obejmowały nie tylko unowocześnienie armat, ale także łóż dział, przyrządów celowniczych, amunicji, lawet oraz całego wyposażenia. Głównym ich zamysłem było też zwiększenie ruchliwości i szybkostrzelności. Gribeauval przede wszystkim ujednolicił kalibry i zmniejszył wagę luf do 150-krotności wagi kuli (w poprzednim systemie Valliere’a ciężar luf sięgał 250-krotności wagi kuli). Zmniejszył nieco łoża, zwiększył natomiast średnicę kół i zaopatrzył je w żelazne lane buksy, oraz osie z kutego żelaza. Łoża otrzymały też liny zaczepiane do osi i haki u ogona do zaczepiania rzemiennych pasów.
Broń polowa systemu obejmowała armaty cztero-, ośmio- i dwunastofuntowe oraz haubice sześciocalowe. Lufy były krótsze i cieńsze, a łoża lżejsze i węższe. Te ulepszenia radykalnie zmniejszyły wagę artylerii. Łoża zostały znormalizowane i zbudowane przy pomocy części zamiennych. Lufy dodatkowo były wyposażone w skalibrowany celownik tylny i śrubę podnoszącą. Dwa ostatnie ulepszenia pozwoliły strzelcom łatwiej wycelować działa.

Około 1791 roku francuski chemik Nicolas Leblanc wynalazł proces produkcji nitrokalitu, niezbędnego składnika prochu. Wreszcie, ponieważ do obsługi nowych elementów terenowych potrzebni byli lepsi strzelcy, Francja utworzyła szkoły artylerii, aby szkolić swoich żołnierzy. 

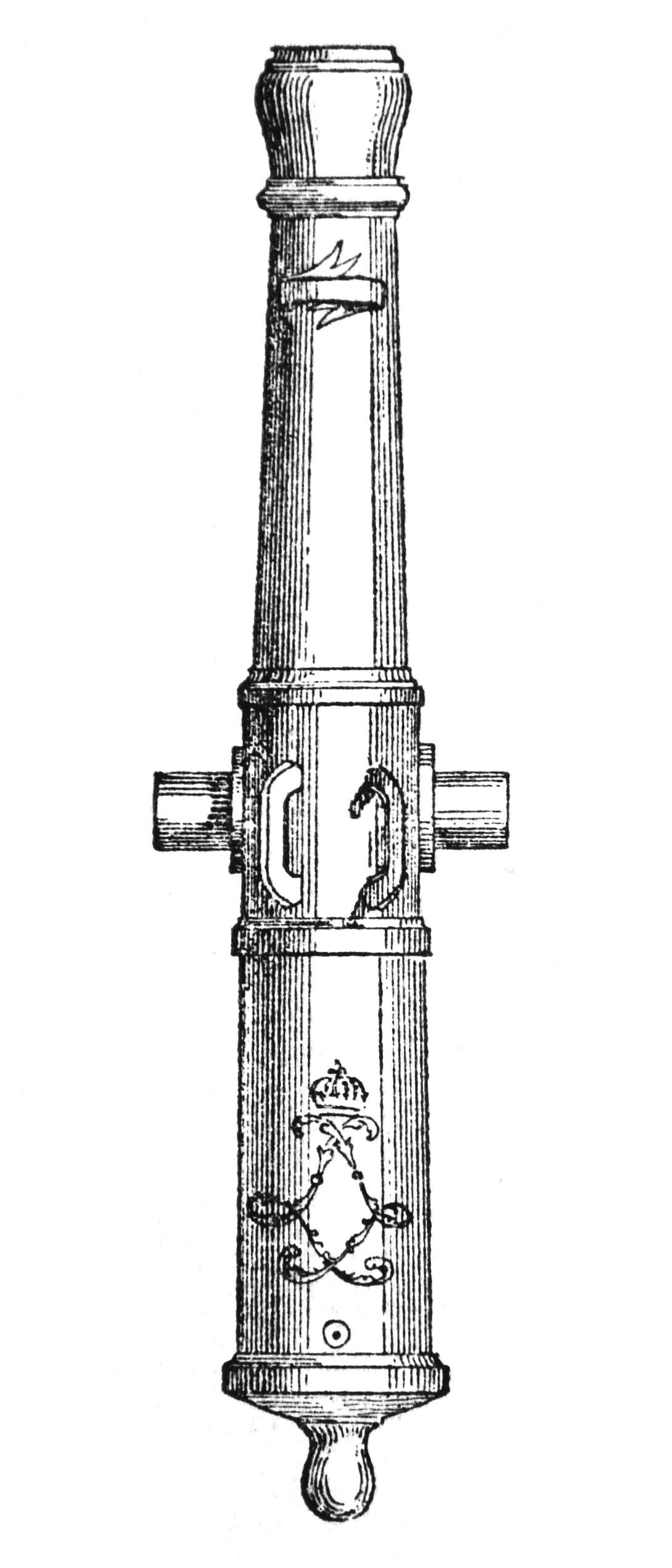

## Rodzaje broni

### Broń polowa
Działa artylerii polowej Gribeauvala miały w przybliżeniu o połowę mniejszą wagę od dział Vallière’a tego samego kalibru (co ważne, nie było konieczności zmniejszania zasięgu ich strzału).
W skład artylerii polowej wchodziły:
- działo 4-funtowe
- działo 8-funtowe
- działo 12-funtowe
- haubica 6-calowa

Należy pamiętać, że funt francuski (livre) był o około jedną dziesiątą cięższy niż funt angielski. Ponadto cal francuski (pouce) był nieco dłuższy niż cal angielski. Dlatego francuskie armaty mogły wystrzelić nieco cięższe pociski niż armaty angielskie i amerykańskie tego samego typu, tak więc przykładowo francuskie działo 8-funtowe miało podobną moc do brytyjskiego działa 9-funtowego.
Używano również moździerzy i ciężkich dział oblężniczych.

## Galeria

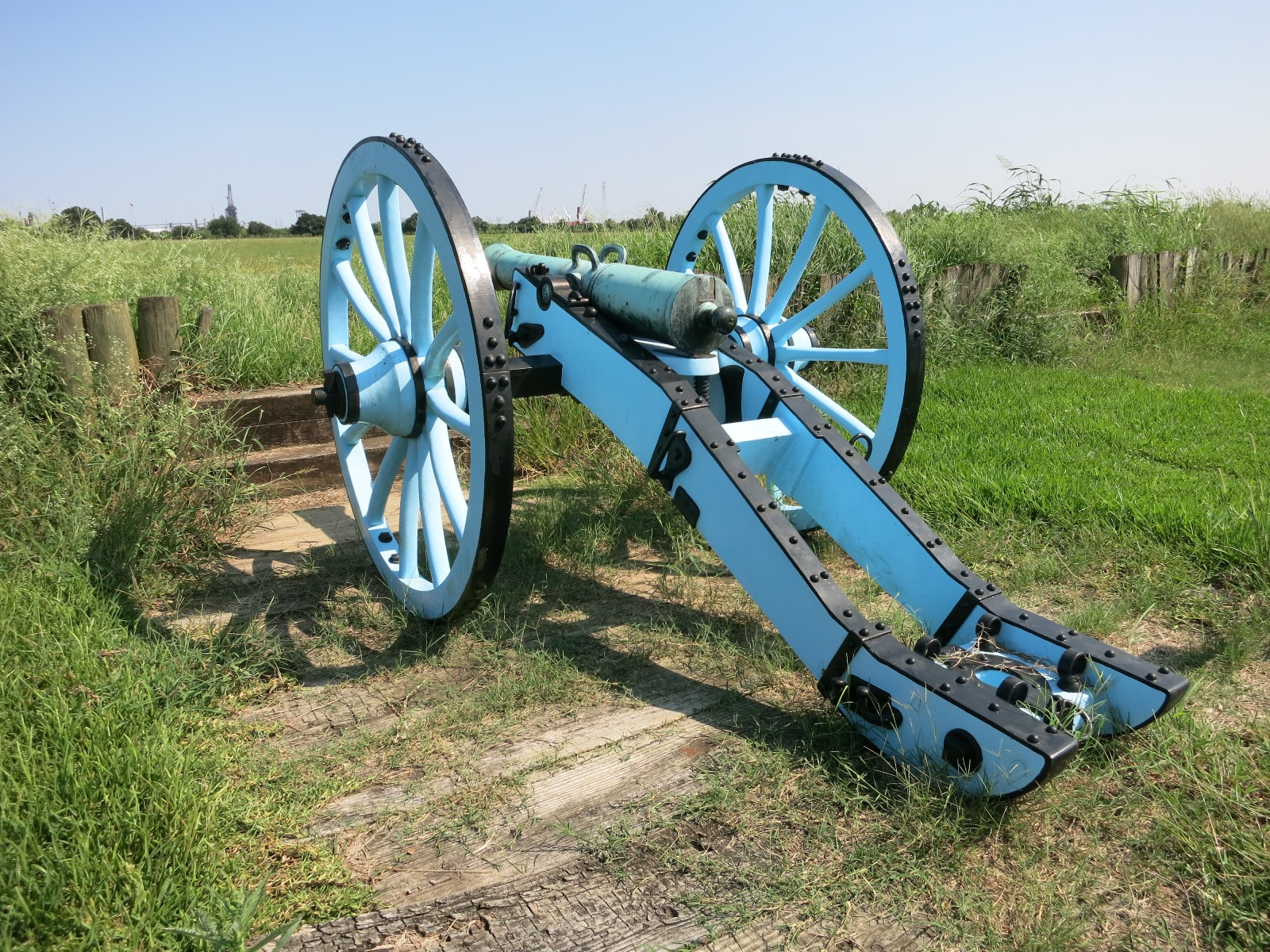
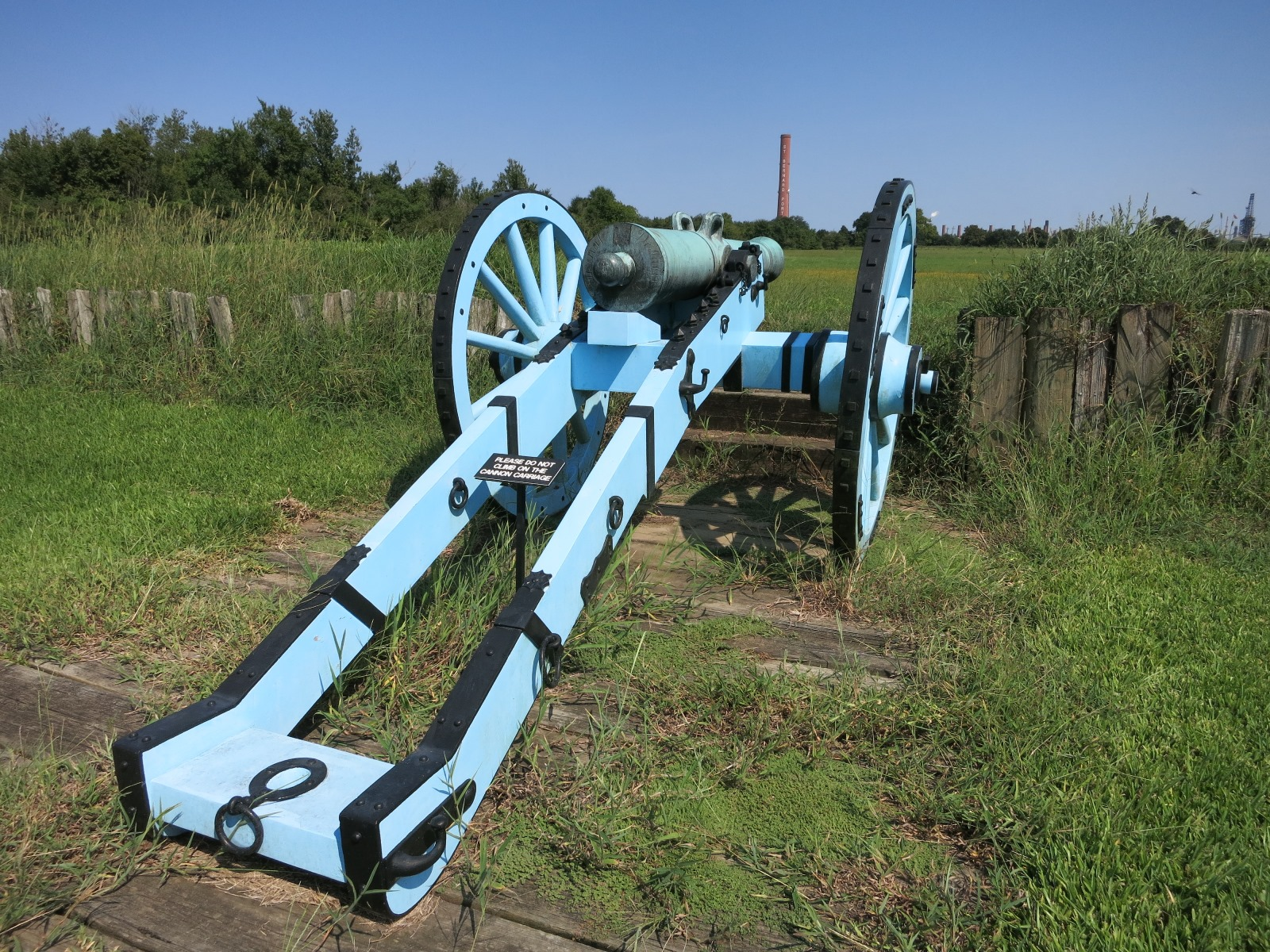
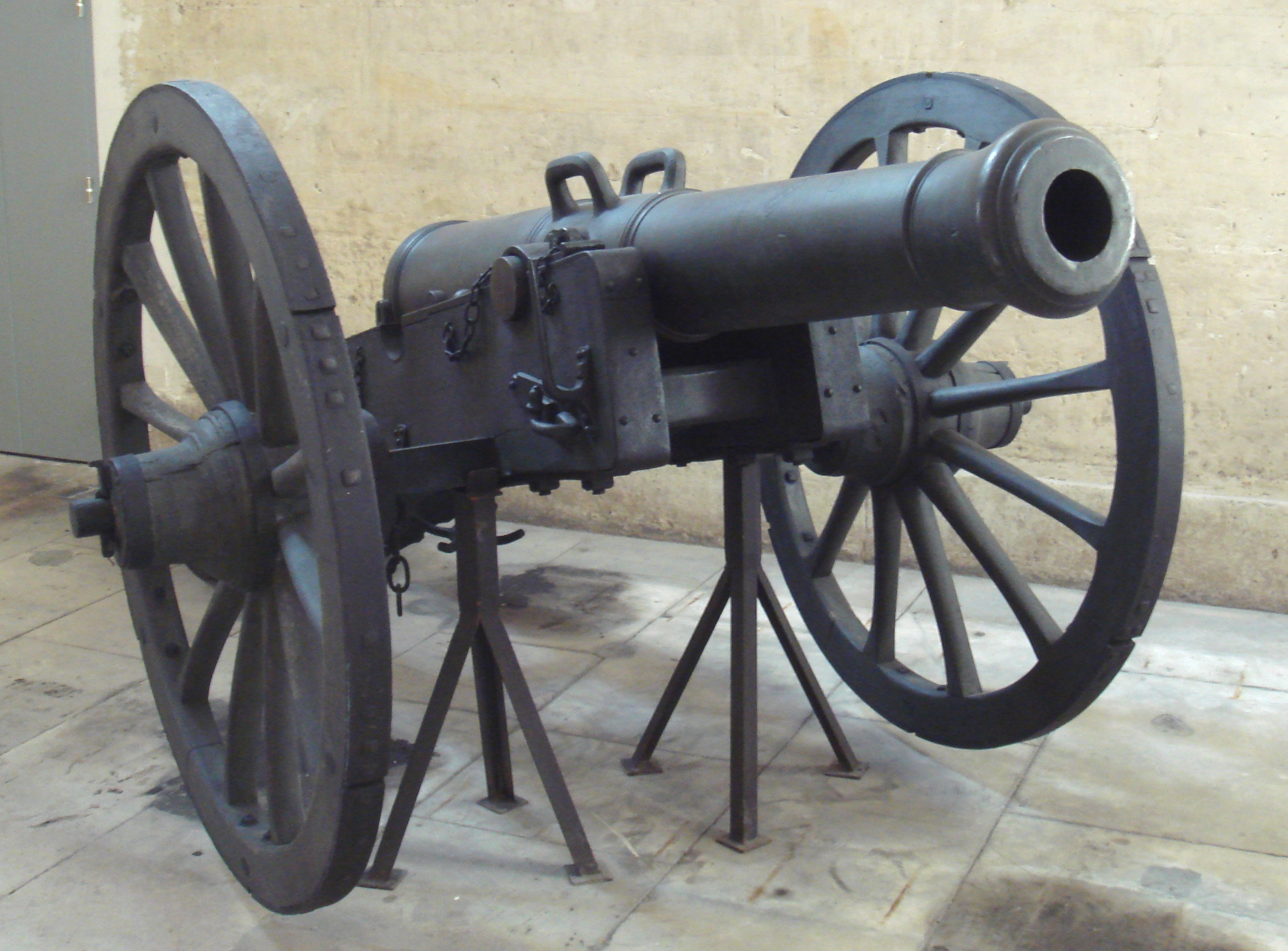
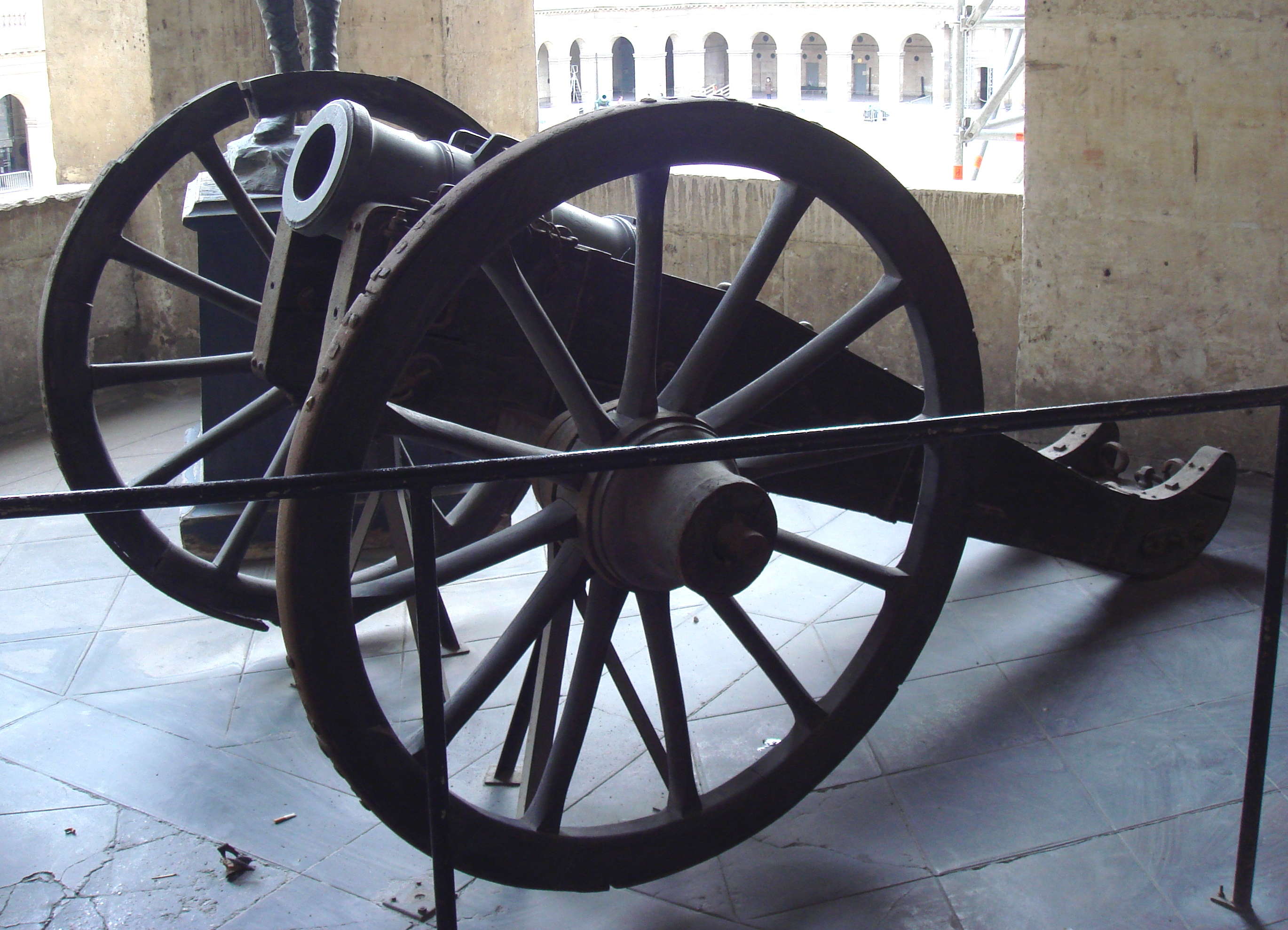
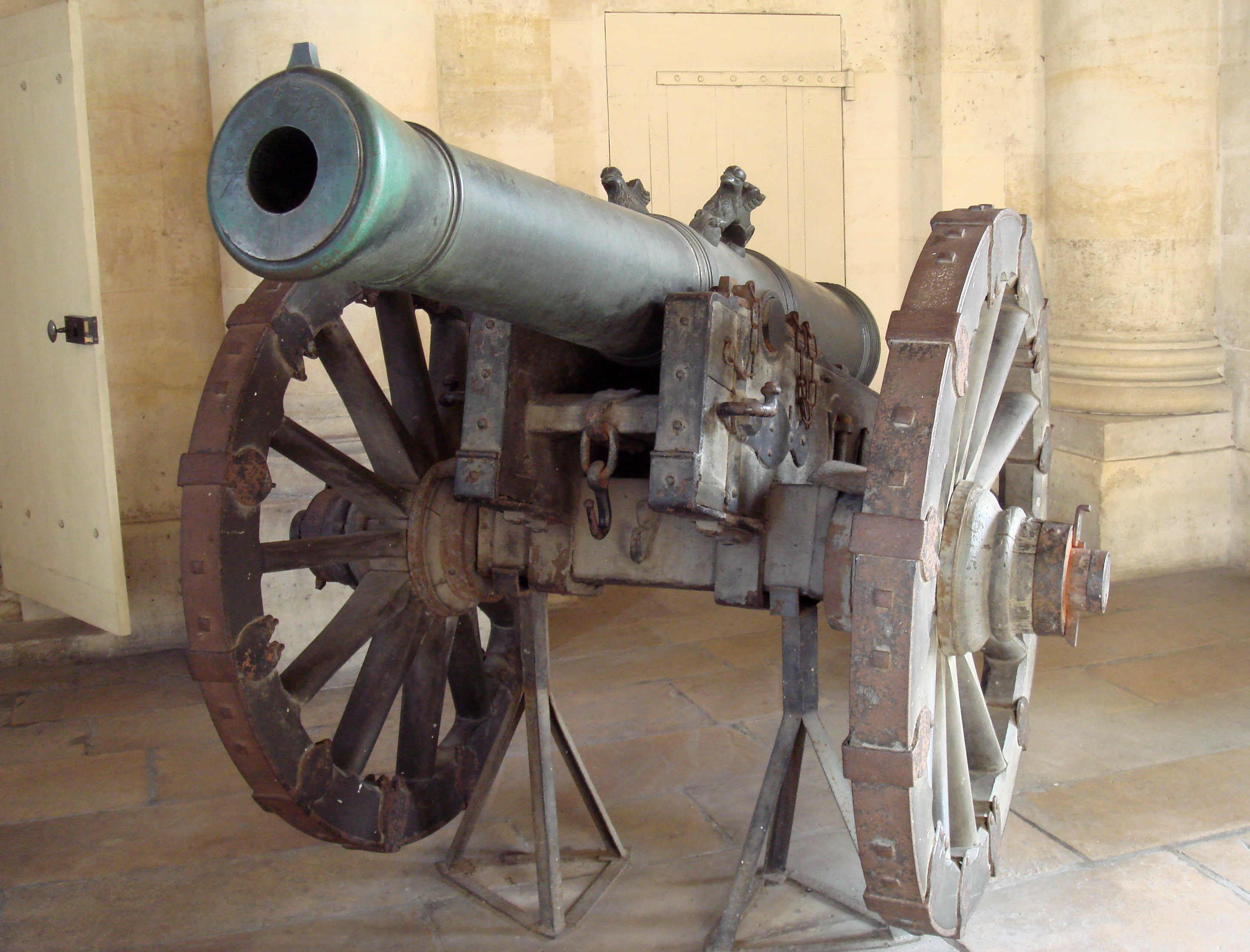
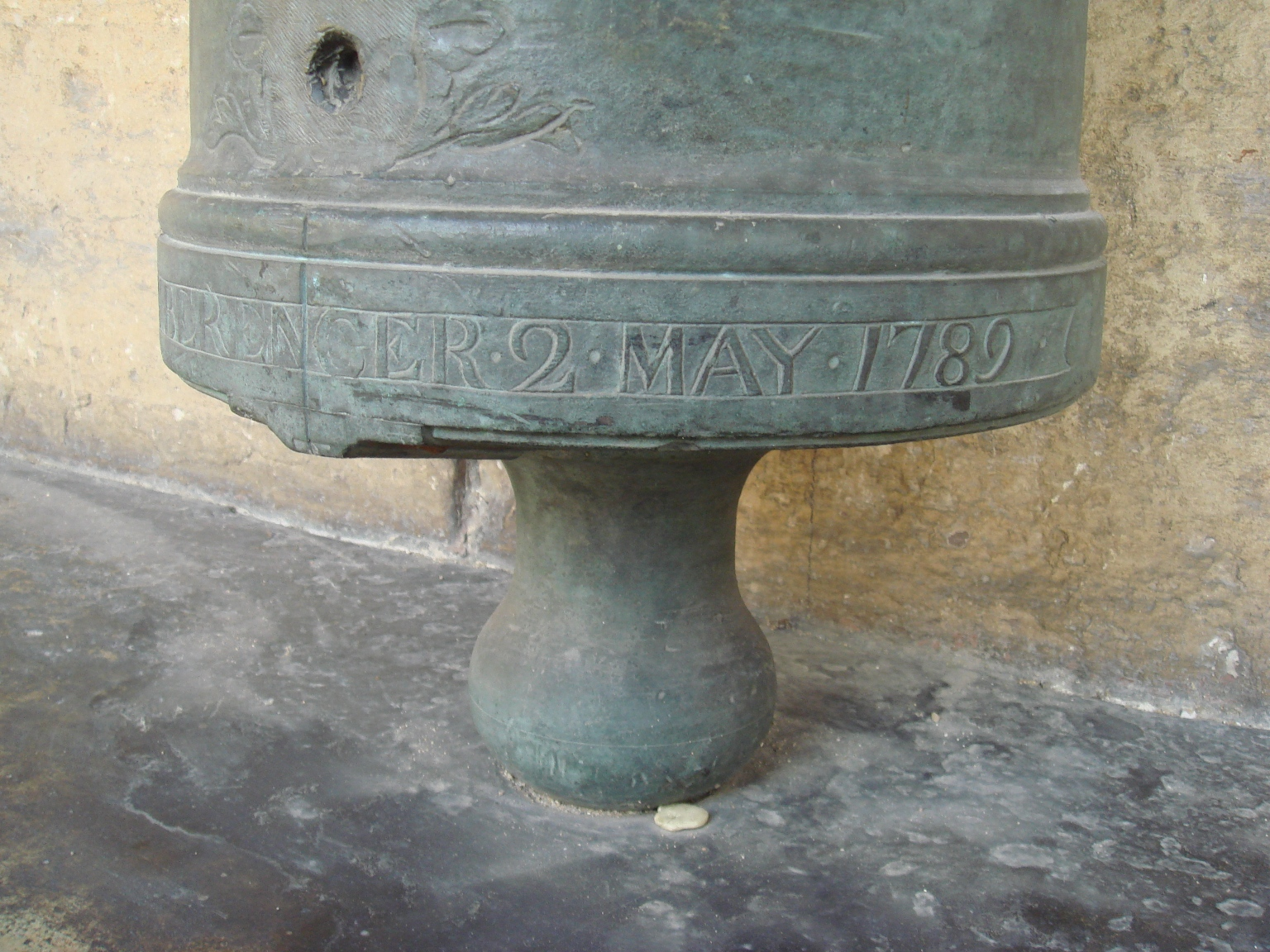
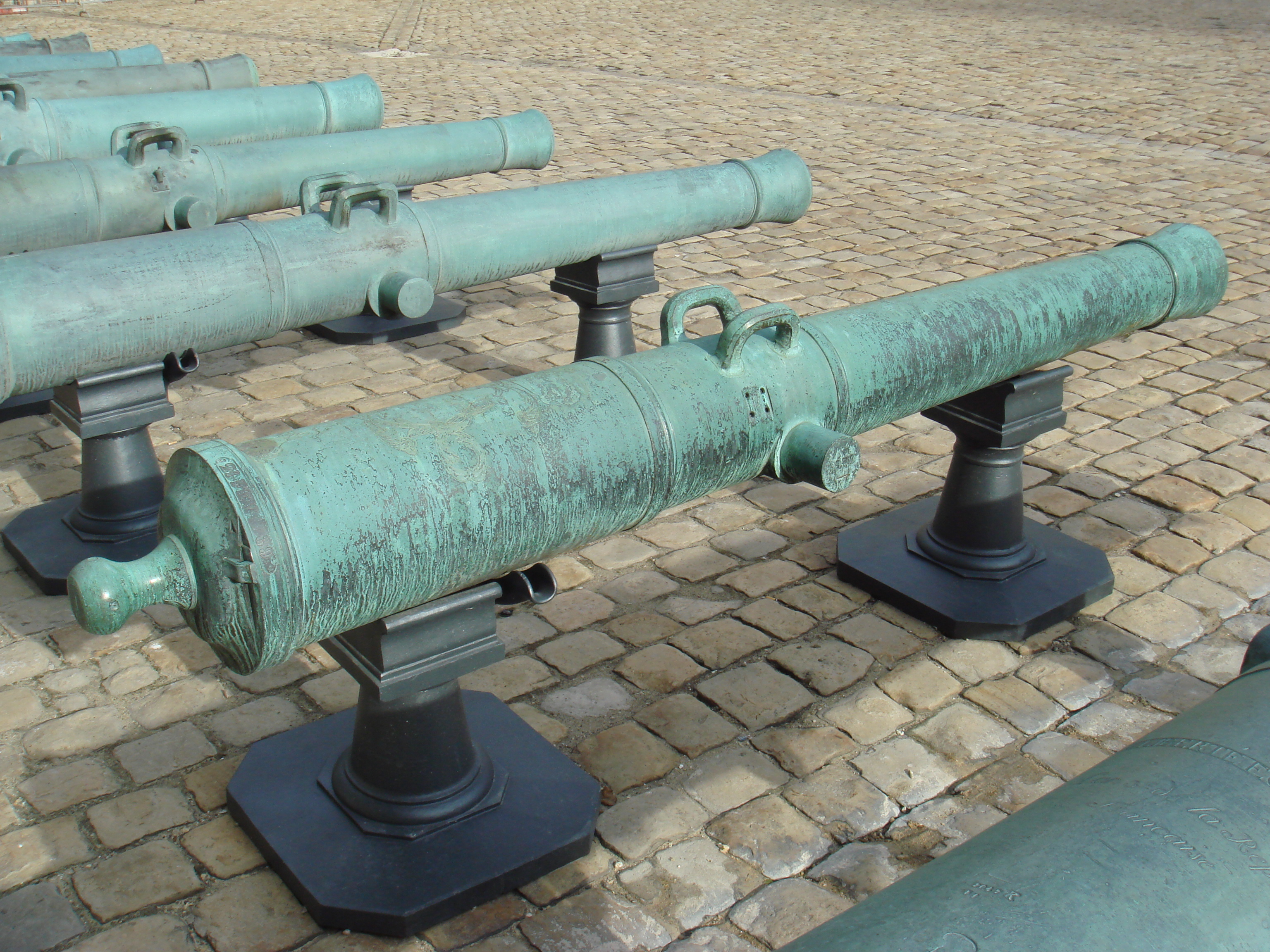
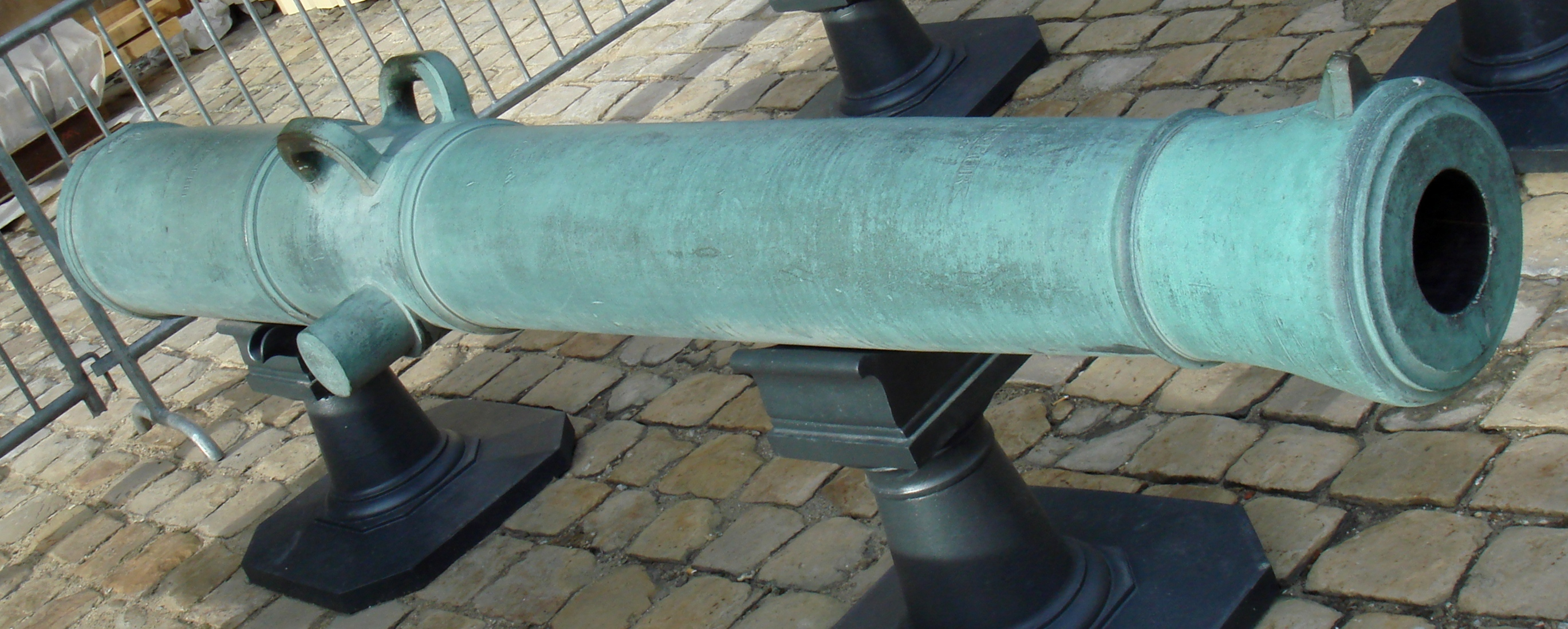
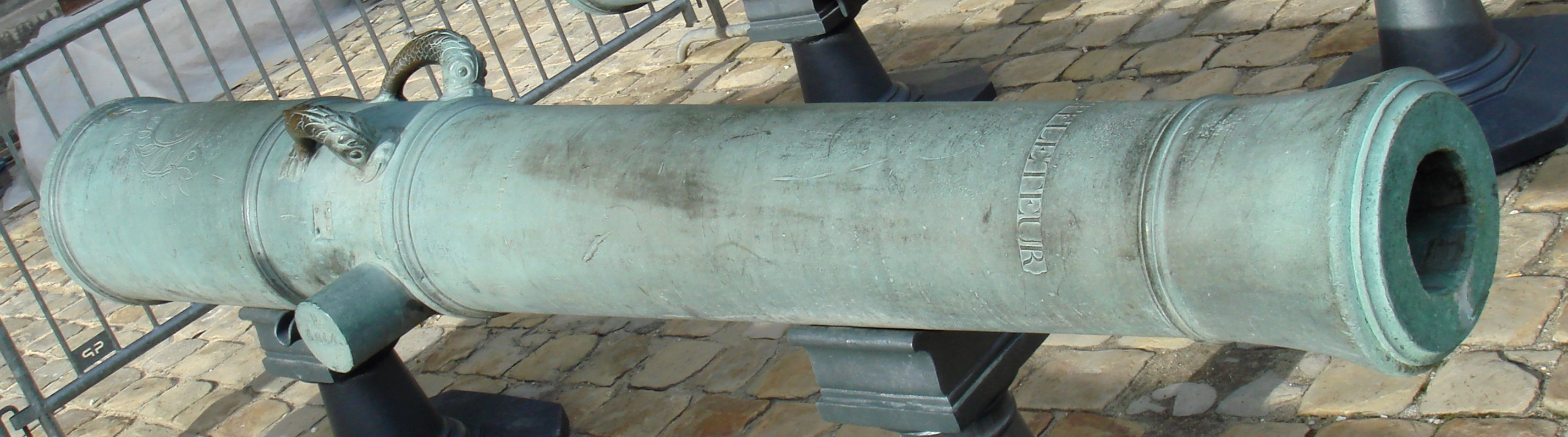